# Tavannes
Tavannes (Duits (verouderd): Dachsfelden) is een gemeente en plaats in het Zwitserse kanton Bern, en maakt deel uit van het district Jura bernois.
Tavannes telt 3.563 inwoners.